# Méliphage à front blanc
Purnella albifrons
Genre
Espèce
Statut de conservation UICN

 LC  : Préoccupation mineure

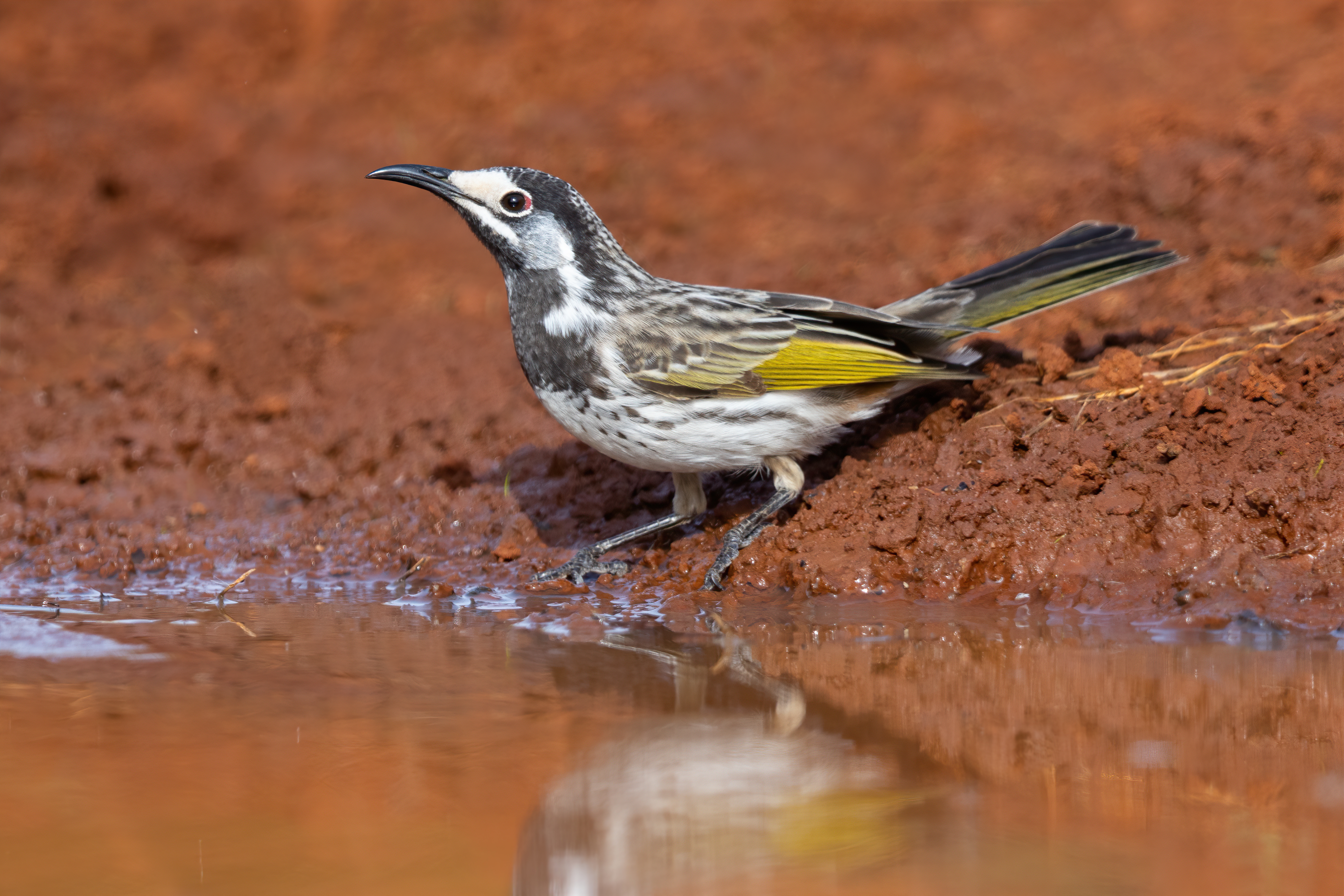
Un méliphage à front blanc en Nouvelle-Galles du Sud, Australie. Avril 2022.

Le Méliphage à front blanc (Purnella albifrons), est une espèce de passereaux de la famille des Meliphagidae, l'unique représentante du genre Purnella.

## Répartition
Son aire s'étend de manière discontinue à travers l'Outback australien.

## Habitat
Il vit dans les broussailles de végétation type méditerranéenne.

## Taxonomie
Il était auparavant classé dans le genre Phylidonyris.